# Ceratodon inclinatus
Ceratodon inclinatus är en bladmossart som först beskrevs av Schultz, och fick sitt nu gällande namn av Hübener 1833. Ceratodon inclinatus ingår i släktet brännmossor, och familjen Ditrichaceae. Inga underarter finns listade i Catalogue of Life.